# سيلفستر إيجوا
سيلفستر إيجوا غارسيناديا (بالإسبانية: Silvestre Igoa) ( 5 سبتمبر 1920 - 31 مايو 1969). كان لاعب كرة قدم إسباني، لعب لمنتخب إسبانيا لكرة القدم في كأس العالم لكرة القدم 1950، وسجل هدفاً واحداً. لعب لنادي فالنسيا من عام 1941 حتى عام 1950.

## وصلات خارجية
- سيلفستر إيجوا على موقع الاتحاد الدولي (مؤرشف)  (الإنجليزية)
- سيلفستر إيجوا على موقع قاعدة بيانات كرة القدم.إي يو (الإنجليزية)
- سيلفستر إيجوا على موقع ناشيونال فوتبول تيمز (الإنجليزية)
- سيلفستر إيجوا على موقع Soccerway.com (الإنجليزية)
- سيلفستر إيجوا على موقع عالم كرة القدم.نت (الإنجليزية)

- BDFutbol profile
- National team data (بالإسبانية)
- Valencia CF profile نسخة محفوظة 18 فبراير 2015 على موقع واي باك مشين. (بالإسبانية)